# Breyers
Breyers — бренд мороженого и замороженных десертов со штаб-квартирой в Энглвуд-Клиффс, штат Нью-Джерси. Принадлежит британскому конгломерату Unilever с 1993 года. Компания основана в 1866 году и является старейшим производителем мороженого в США.
Под брендом Breyers выпускаются продукты, которые описываются как мороженое или замороженные молочные десерты (англ. frozen dairy desserts). Продукция бренда варьируется от традиционных молочных десертов до специальных диетических продуктов (веганских, без сахара, без глютена и без молока).
Breyers входит в десятку самых продаваемых брендов мороженого в мире. В 2022 году бренд занял 4 место среди американских брендов с объёмом продаж 498 миллионов долларов.

## История
В 1866 году Уильям А. Брейер (англ. William A. Breyer) начал производить и продавать мороженое в Филадельфии, штат Пенсильвания. Мороженое готовилось вручную из сливок, сахара, фруктов и орехов. Сначала он продавал его соседям из своего дома, а затем — с помощью коней и повозок на улицах Филадельфии ввиду роста спроса на продукт. К 1882 году у Брейера было пять магазинов мороженого и служба доставки продукта. В 1896 году он открыл оптовый завод по производству продукции.
Компания Breyer’s Ice Cream Company была основана в 1908 году. К 1918 году компания производила один миллион галлонов мороженого в год.
В 1926 году компания Breyer’s Ice Cream Company была продана компании Kraft Foods/Sealtest. В 1930 году компания National Dairy Products приобрела компанию, которая в 1976 году стала известна как Kraft. В 1993 году компания Kraft продала свои бренды мороженого компании Unilever.
В 1993 год компания Unilever объединила бренд Breyers с брендами Gold Bond и Good Humor, чтобы создать подразделение Good Humor-Breyers. В 1995 году в Филадельфии компания Unilever закрыла свой последний завод Breyers. В 2007 году штаб-квартиры Good Humor-Breyers были перенесены из Грин-Бей, штат Висконсин, и Оквилл, Онтарио, в Энглвуд-Клиффс, Нью-Джерси, и Торонто.
В 2013 году компания Unilever замороженные молочные десерты Breyers, приготовленные с использованием дополнительных ингредиентов и с меньшим содержанием молочного жира. Основное производственное изменение в новых продуктах — пониженное содержание жира в соответствии с федеральными правилами, которые требуют, чтобы мороженое с менее чем 10% молочного жира и сухими веществами молока маркировалось как «замороженный молочный десерт» (англ. «frozen dairy dessert»). Тем не менее, новые десерты вызвали нарекания со стороны некоторых потребителей, которые привыкли к традиционному «полностью натуральному» (англ. «all-natural») мороженому Breyers.

### Продажи
Бренд Breyers, являющийся частью группы Unilever по производству мороженого стоимостью 8,6 миллиарда долларов, входит в топ-10 самых дорогих брендов мороженого в мире. С объёмом продаж в 498 миллионов долларов в 2022 году бренд Breyers занял четвёртое место среди американских брендов. В 2024 году компания Unilever объявила, что продаст Breyers и другие свои бренды мороженого к концу 2025 года.

## Продукция
Бренд Breyers производит свои замороженные десерты как «оригинальное мороженое» (англ. «original ice cream») или «замороженный молочный десерт» (англ. «frozen dairy dessert»). Около 60% продукции Breyers — мороженое, а 40% — замороженные молочные десерты.
Под брендом Breyers производятся также диетические продукты: без сахара, без глютена, без молока, веганские, без ГМО, без лактозы, а также «CarbSmart» для людей, предпочитающих низкоуглеводные десерты.
Продукция группируется по трём вкусовым категориям, которые включают в себя Classics (изготовленные из молока, сливок и натуральных красителей и ароматизаторов), десерты Better For You (изготовленные с низким содержанием калорий с низким содержанием углеводов и без добавления сахара для аромата) и Cookies & Candies (которые содержат кусочки печенья или конфеты).

### Мороженое
Компания Breyers, основанная в 1866 году, является старейшим производителем мороженого в США.
Мороженое Breyers изготавливается из молока, сливок, сахара, камеди тары и ароматизаторов, полученных из натуральных источников, таких как ваниль.

### Замороженные молочные десерты
Замороженные молочные десерты Breyers производятся из обезжиренного молока, кукурузного сиропа (или сиропа мальтита), сахара или сахарозаменителей, полидекстрозы, глицерина и других различных ингредиентов, которые могут включать сыворотку, камедь рожкового дерева, гуаровую камедь, каррагинан и добавленные микроэлементы.

## Путаница с Dreyer’s
На западе США бренд мороженого Breyers часто путают с брендом Dreyer’s, который был основан в 1928 году в Окленде, штат Калифорния, Уильямом Дрейером и Джозефом Эди под названием Edy’s Grand Ice Cream. Корень путаницы восходит к 1948 году, когда название Edy’s Grand Ice Cream было изменено на «Dreyer’s Grand Ice Cream». В 1977 году в целях устранения путаницы название было сменено с Dreyer’s Grand на Edy’s Grand, при этом на западе от Скалистых гор бренд продолжил носить название Dreyer’s. Примерно в то же время бренд Breyers расширил свою деятельность на западе США — домашнем рынке Dreyer’s — и к середине 1980-х годов мороженое Breyers стало распространяться по всему региону.